# اودرج
اودرج، روستایی از توابع بخش مرکزی شهرستان رفسنجان در استان کرمان ایران است.

## جمعیت
این روستا در دهستان دره دران قرار دارد و براساس سرشماری مرکز آمار ایران در سال ۱۳۸۵، جمعیت آن ۲۹۳ نفر (۹۶خانوار) بوده‌است.
اودرج از روستاهای کهن بخش مرکزی شهرستان رفسنجان در استان کرمان است که در فاصله 35 کیلومتری رفسنجان و 140 کیلومتری شهر کرمان (مرکز استان) واقع شده است. روستای اودرج باتوجه به مکان های تاریخی فراوانی که دارد یکی از مهم ترین روستاهای گردشگری ایران به شمار می آید. نام قدیم آن هودرج بوده که بعدها در طول زمان به اودِرج تغییر نام داده است. جالب است بدانید درخت پسته ای در این روستا قرار دارد که عمر آن به 1500 سال قبل باز می گردد و در قبرستانی قدیمی واقع شده است. شایعاتی مبنی بر وجود هیولایی غول آسا و گوشتخوار که بسیار شبیه به دایناسور بوده در بین اهالی روستای اودرج وجود دارد که محل زندگی این موجود عجیب کوه های اطراف این روستا بوده است. به منظور ایجاد رونق اقتصادی و اشتغالزایی برای مردمان روستا، اقامتگاه بوم گردی ها، خانه های بومی و محلی در این منطقه ساخته شده که می توانید با استراحت در آنها اوقات خوشی را برای خود رقم بزنید.
وجود مکان های تاریخی فراوان در این منطقه باعث شده که روستای اودرج از نظر جاذبه های گردشگری در کنار ابیانه اصفهان قرار گیرد. مکان هایی همچون قبرستان قدیمی، درخت کهنسال پسته، برج اودرج، تپه های ماسه ای و مسجد قدیمی همگی گواه این موضوع هستند. متاسفانه به دلیل رها کردن و عدم رسیدگی به این اماکن تاریخی هر لحظه امکان از بین رفتن هرکدام از آنها وجود دارد.
برج اودرج: این برج زیبا که از دوران صفویه به جا مانده دارای ساختمانی به شکل دایره با دیواره هایی از جنس خشت و سنگ می باشد که اطراف آن با باغ های سرسبز تزیین شده است.
قبرستان قدیمی: درون این قبرستان قدیمی که قدمت آن به بدو اسلام بازمی گردد سنگ قبرهایی یافت می شود که عمر بعضی از آنها به 1300 سال قبل می رسد.
همچنین این امکان برایتان وجود دارد، اگر از علاقه‌مندان به غارنوردی هستید سری به غار آدوری که ارتفاعی ۹۶ متری دارد، بزنید. غار آدوری به دلیل وجود فسیلِ دایناسور که قبل‌ها در این غار وجود داشت، گردشگران بسیاری را مجذوب خود کرده است و باستان‌شناسان بر این باورند که وجود این فسیل، نشان از قدمت طولانی غار آدوری در طول تاریخ دارد.
زیبایی‌های روستای اوردج به قدری زیاد است که ممکن است یکی از این دیدنی‌های تماشایی از قلم بیافتد اما از معروف‌ترین جاهای دیدنی این روستا، می‌توان کهنسال ترین درخت پسته جهان را نام برد.
درختی در فاصله ۳۵ کیلومتری شهرستان رفسنجان که قدمتی بیش از ۱۵۰۰ سال دارد. رمز ماندگاری درخت پسته روستای اودرج، به نَر بودن این درخت بر می‌گردد که باعث شده با گذشت سال‌ها از زمان رویشش، همچنان استوار باقی بماند